# Amaranten (hotell)
För andra betydelser, se Amaranten.
Amaranten är ett hotell inom Strawberry-kedjan, på Kungsholmsgatan 31 i Stockholm, etablerat 1969. Hotellet har 461 rum och 848 bäddar.
Hotellet tillhörde tidigare First Hotels-kedjan, men ingår från och med den 24 september 2013 inom Clarion Hotels.